# 司馬隱
司马隐（?—?），西晋宗室，司马芳曾孙，司马懿的七弟司马通之孙，司马斌之子。
晋武帝泰始元年（265年）十二月司马斌封陈王，咸宁三年（277年）八月徙封西河王，咸宁四年（278年）十二月去世。司马隐袭封西河王（治所今山西省汾阳市），卒年不详，司马隐之子司马孴袭封西河王。
| 前任： 司马斌 | 晋朝西河王 278年－？ | 繼任： 司马孴 |